# Thodure
Thodure ist eine französische Gemeinde mit 789 Einwohnern (Stand: 1. Januar 2022) im Département Isère in der Region Auvergne-Rhône-Alpes; sie gehört zum Arrondissement Vienne und zum Kanton Bièvre. 

## Geografie
Die Gemeinde Thodure liegt im Becken Plaine de Champlard am Flusssystem Rival, Raille und Oron an der Grenze zum Département Drôme, etwa 25 Kilometer südöstlich von Vienne. Umgeben wird Thodure von den Nachbargemeinden Marcilloles im Norden und Nordosten, Viriville im Osten, Saint-Clair-sur-Galaure im Süden, Le Grand-Serre im Südwesten, Lentiol im Südwesten und Westen, Beaufort im Westen sowie Pajay im Nordwesten.

## Bevölkerungsentwicklung
| Jahr                       | 1962 | 1968 | 1975 | 1982 | 1990 | 1999 | 2010 | 2021 |
| -------------------------- | ---- | ---- | ---- | ---- | ---- | ---- | ---- | ---- |
| Einwohner                  | 539  | 502  | 465  | 487  | 489  | 562  | 704  | 790  |
| Quellen: Cassini und INSEE |      |      |      |      |      |      |      |      |

## Sehenswürdigkeiten

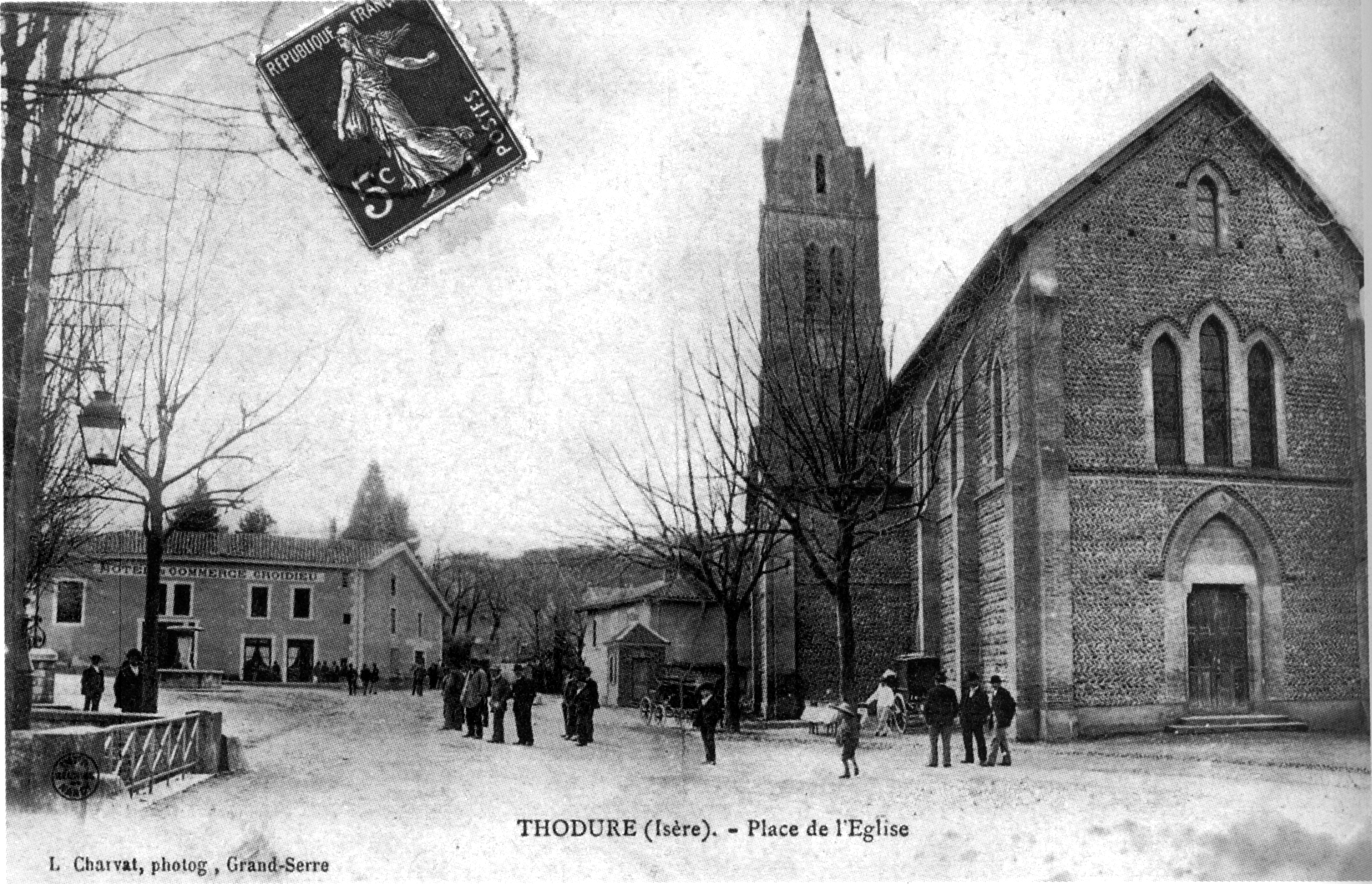
Postkarte der Kirche Saint-André aus dem Jahr 1908

- Kirche Saint-André
- Burganlage von 1345

## Persönlichkeiten
- Flavien Hugonin (1823–1898), römisch-katholischer Geistlicher, Bischof von Bayeux-Lisieux 1867–1898